# グロスター F.5/34
グロスター F.5/34
飛行中のグロスター F.5/34
- 用途：戦闘機
- 設計者：ヘンリー・フォーランド
- 製造者：グロスター・エアクラフト
- 運用者：イギリス空軍
- 初飛行：1937年12月
- 生産数：2機（試作のみ）
- 退役：1941年

グロスター F.5/34 (Gloster F.5/34) とは、1930年代後半に航空機メーカーのグロスター・エアクラフトがイギリス空軍の仕様F.5/34に基づき試作した戦闘機。単発・単座・単葉の全金属製（ごく一部羽布張り）の機体で、降着装置は尾輪式、主脚には簡単な引き込み機構を備えていた。
基本性能は優れていたものの、競合作である戦闘機スピットファイアやハリケーンが既に生産に入っていたため需要が得られず試作段階で開発は中止された。

## 開発
グロスター F.5/34はグロスターが初めて製作した単葉機で、ヘンリー・フォーランド技師(Henry Folland)が同社のために行った最後の設計である。本機は1934年にイギリス空軍が発布した仕様F.5/34に答えて開発されたが、このF.5/34は8挺の7.7mm機銃を装備し、最高速度480km/h以上の戦闘機を求めた仕様であった。なお、同じくF.5/34（正確にはそれを若干改変したF.36/34）に基づいて開発され、競作において本機を破って採用されたのがスピットファイアとハリケーンである。
設計に際し、フォーランドは当時のヨーロッパで戦闘機用として主流であった液冷エンジンではなく、空冷エンジンを採用した。フォーランドはそれまでにもゴーントレットやグラディエーターといった空冷星型エンジンを搭載した戦闘機の設計を行っており、空冷エンジンのロバストさに信頼を寄せていたのである。F.5/34には星型9気筒のマーキュリー（IX型、840hp）が選択された。
エンジン選定以外も非常に堅実であった。片持式下翼配置の主翼は、左右翼端を結ぶ軽量合金製の梁と、鋼および軽量合金の管を繋ぎ合わせて作られた小骨と一体で製作された。主翼と尾翼の外皮はジュラルミンだったが、軽快な動作が求められるエルロンは羽布張りとされた。機体構造は鋼管骨組み構造に分類されるが、胴体については加工された円形の骨の周りにジュラルミンの外皮を張り合わせたモノコックであった。主脚は単純な後方引き込み式であったが、脚とタイヤは主翼下面に完全には収納されずにその一部がはみ出す形態をとっていた。

## 試験・評価
本機の開発はグラディエーターの増産計画により遅延し、武装なしの初号機(K5604)の初飛行は1937年12月にずれ込んだ。一方、7.7mm機銃（ブローニングM1919重機関銃）8挺を装備した2号機(K8089)は1938年3月には飛行試験を開始している。しかし本機の飛行試験が始まった頃には、既にハリケーンの部隊配備およびスピットファイアの生産が開始されており、新機種の必要性が薄れていたためグロスターはそれ以上の開発を中止してしまった。試作機は1938年にヘンドンで開催された航空祭で一般公開されたものの、その後すぐに実験飛行部隊に追いやられ、1941年5月には地上教材用とされた。
制式採用には至らなかったが、性能自体は同時代の機体と比べても遜色ないものであった。テストパイロットによると、本機は競合相手に比べて短距離離陸能力、初期上昇力に優れ、高速域でもエルロンが重くなり過ぎず効きが良く、操縦性が素直で機動力も高かったそうである。また、キャノピーは全周囲型であり、スピットファイアやハリケーンのようなファストバック型よりも視界が良好であった。
なお、本機の外見は零戦とよく似ているとし、性能値に漸近した点が話題になることもある。

## 性能諸元
出典: The Complete Book of Fighters
諸元
- 乗員: 1
- 全長: 9.76 m （32 ft 2 in）
- 全高: 3.09 m （10 ft 2 in）
- 翼幅: 11.63 m（38 ft 2 in）
- 翼面積: 21.36 m2 （230 ft2）
- 空虚重量: 1,900 kg （4,190 lb）
- 運用時重量: 2,449 kg （5,400 lb）
- 動力: ブリストル マーキュリーIX 空冷星型9気筒 レシプロ、627 kW （840 hp）   × 1

性能
- 最大速度: 508 km/h （275 kt, 316 mph） at 4,875 m (16,000 ft)
- 実用上昇限度: 9,910 m （32,500 ft [4]）
- 上昇率: 6,100 m まで 5分
- 翼面荷重: 114.7 kg/m2 （10.7 lb/ft2）
- 最大馬力荷重（プロペラ）: 0.256 kW/kg （0.156 hp/lb）

武装
- 固定武装: 7.7mm機銃（ブローニングM1919重機関銃）8挺